# Plač
Plač ili plakanje proces je prolijevanja suza kao odgovor na emocionalno stanje ili bol. Osjećaji koji najčešće dovode do plača su: ljutnja, sreća i tuga. Plakanje se definira kao složena pojava koju karakterizira curenje suza iz suznog aparata oka, bez iritacije oka. Srodan medicinski izraz za plač je suzenje, što se također odnosi na neemocionalno ispuštanje suza. Različiti oblici plača poznati su kao: jecaji, zapomaganje, cviljenje i urlikanje.
Da bi se plač mogao okarakterizirati kao jecaj, obično mora biti popraćen brojnim drugim simptomima, poput sporog, ali nepravilnog disanja, povremenog zadržavanja daha i drhtanja mišića.
Uspostavljena je neuronska veza između suzne žlijezde i područja ljudskog mozga uključenih u emocije.
Suze koje nastaju tijekom emocionalnog plača imaju kemijski sastav koji se razlikuje od ostalih vrsta suza. Sadrže značajno veće količine hormona prolaktina, adrenokortikotropnog hormona i leu-enkefalina te elemenata kalija i mangana.
Pitanje funkcije ili podrijetla emocionalnih suza ostaje otvoreno. Teorije se kreću od jednostavnih, kao što je reakcija na nanesenu bol, do složenijih, uključujući neverbalnu komunikaciju kako bi se izazvalo altruističko pomaganje drugih. Neki su također tvrdili da plakanje može poslužiti u nekoliko biokemijskih svrha, poput ublažavanja stresa i bistrenja očiju. Postoje empirijski dokazi da plakanje smanjuje razinu stresa, potencijalno zbog otpuštanja hormona kao što je oksitocin. Vjeruje se da je plač odušak ili rezultat navale intenzivnih emocionalnih osjeta, poput agonije, iznenađenja ili radosti. Ova bi teorija mogla objasniti zašto ljudi plaču tijekom sretnih događaja, kao i vrlo bolnih događaja.